# KSTAR
KSTAR (Korea Superconducting Tokamak Advanced Research; coréen : 초전도 핵융합연구장치, littéralement "Dispositif de recherche sur la fusion supraconductrice") est un Tokamak situé à Daejeon en Corée du Sud. Il doit contribuer aux efforts de recherches sur le confinement magnétique de plasma pour le projet ITER.
Le projet a été approuvé en 1995 et la construction du KSTAR s'est achevée le 14 septembre 2007 pour une première mise en route en juin 2008.

## Description
KSTAR est un réacteur à fusion supraconducteur expérimental coréen.
C'est l'un des premiers tokamaks à utiliser des aimants supraconducteurs toroïdaux et poloïdaux.
L’objectif final d'origine du KSTAR est d'atteindre et de maintenir une température ionique supérieure à 100 millions de degrés durant 300 secondes d’ici 2025.

## Historique
Le 24 décembre 2020, l’Institut sud-coréen de recherche sur l’énergie de fusion a annoncé un record historique : le maintien d’un plasma pendant 20 secondes à plus de 100 millions de degrés.
Le 22 novembre 2021, KSTAR bat son propre record grâce à un matériel optimisé :la durée du maintien d'un plasma à 100 millions de degrés atteint 30 secondes.
KSTAR se fixe comme prochain objectif de maintenir son plasma durant 300 secondes avant 2026.